# Saga de Laxdæla
La Saga de Laxdæla, traduite en français par Régis Boyer sous le titre de « Saga des gens du Val-au-Saumon », est une œuvre littéraire médiévale écrite en norrois vers 1250. Elle fait partie des sagas des Islandais et raconte l'histoire de la famille de Ketill au Nez plat, un roi Viking des Hébrides dont les descendants menés par sa fille Aude la Très-Sage émigrent en Islande. 
Le principal personnage est Hoskuld Dala-Kollsson un arrière-petit-fils de Ketill, mais le récit des aventures de ses descendants se poursuit jusqu'à l'époque du roi Olaf II de Norvège.
L'histoire se focalise particulièrement sur un triangle amoureux entre Guðrún Ósvífrsdóttir, Kjartan Ólafsson et Bolli Þorleiksson. Kjartan et Bolli sont deux amis proches qui ont grandi ensemble mais leur amour pour Guðrún les mènera à la mort. 
La Saga de Laxdæla reste une œuvre populaire et appréciée pour sa poésie et son pathos.

## L'auteur et les sources
L'auteur de la saga de Laxdæla reste inconnu comme c'est le cas pour la plupart des sagas islandaises. Souvent considérée comme une saga féminine, ce qui est inhabituel, on suppose qu'elle a été écrite par une femme. De par les vastes connaissances des lieux et des conditions météorologiques dans le Breiðafjörður démontrées par l'autrice, il est possible qu'elle ait vécu dans l'Ouest de Islande.
La Saga de Laxdæla cite à plusieurs reprises ce qui semble être des sources écrites. Elle fait deux fois référence  aux écrits d'Ari Þorgilsson, une fois à une saga perdue Þorgils saga Höllusonar et une autre à Njarðvíkinga saga, qui pourrait être un nom alternatif pour Gunnars þáttr Þiðrandabana. L'auteur semble être familier d'un certain nombre d'autres sources historiques écrites. Cependant, les sources principales de l'auteur doivent venir des traditions orales, qu'elle ou il a enrichies et structurées selon ses propres goûts.

## Préservation
La Saga de Laxdæla est conservée en de nombreux manuscrits. Le plus vieux manuscrit qui contiendrait la totalité de la saga est Möðruvallabók et date du milieu du XIVe siècle. Il existe aussi 5 fragments en papier de vélin, le plus vieux datant de 1250, et de nombreux manuscrits en papier plus récents.
Des chercheurs ont divisé les manuscrits en deux groupes. Le groupe Y, qui contient Möðruvallabók et le groupe Z, qui inclut les plus vieux fragments. La plus grande différence entre les deux est que le groupe Y comprend en plus une dizaine de chapitres de la saga. Ces chapitres n'ont pas été écrit par le même auteur et sont considérés par les chercheurs comme des travaux séparés, Bolla þáttr Bollasonar. L'autre différence entre les deux groupes est que le vol de l'épée de Kjartan est narré de deux façons différentes. Il existe d'autres différences mineures entre les manuscrits mais elles restent au niveau des variations de formulation.

## Synopsis

### Préambule
La saga de Laxdæla commence en Norvège à la fin du IXe siècle alors que Ketill au Nez plat et ses enfants quittent la Norvège pour fuir la tyrannie de Harald à la Belle Chevelure. La saga se concentre en particulier sur la fille de Ketill, Aude la Très-Sage. Aude quitte la Norvège pour voyager avec sa famille jusqu'en Islande. Plus tard dans la saga, elle apprend que son père et son fils sont morts. Elle se fait alors construire un bateau afin de pouvoir mettre en sécurité tout son entourage restant et une grande quantité de ses richesses. Aude continue son voyage jusqu'en Écosse et jusqu'aux îles d'Orcades et aux îles Féroé avant de revendiquer des terres dans le Breiðafjörður, dans l'ouest de l'Islande. Plus tard au cours de sa vie, Aude décide de laisser ses richesses à Olaf, le plus jeune des enfants de Thorstein. Elle décide de lui laisser son héritage car il est très beau et avenant. La saga décrit la mort majestueuse d'Aude et son bateau-tombe.
Le personnage principal suivant est Höskuldr Dala-Kollsson, arrière-petit-fils d'Aude. Il est marié à Jorunn. Il voyage en Norvège pour amasser du bois afin de construire des maisons. Alors qu'il se trouve à l'étranger, il achète une jeune fille esclave muette mais qui est magnifique et chère. Il fait aussi la rencontre du roi Haakon le Bon, qui lui donne du bois, un anneau et une épée. Höskuldr retourne ensuite en Islande. Lui et la jeune fille esclave ont un enfant qu'ils appellent Olaf, qui deviendra plus tard Olaf Le Paon. Un jour, alors qu'Olaf n'a que deux ans, Höskuldr le retrouve en pleine discussion avec sa mère près d'un ruisseau. Höskuldr lui dit alors qu'elle ne peut plus faire comme si elle était muette et lui demande son prénom. Elle dévoile son prénom, Melkorka, fille du roi Mýrkjartan d'Irlande et avoue qu'elle était retenue captive depuis l'âge de ses 15 ans. Höskuldr va se battre aussi contre Hrappr, qui a été réanimé. 
Olaf le Paon grandit et se révèle devenir un magnifique jeune homme bien élevé. À ses 18 ans, il voyage à l'étranger. Il va d'abord en Norvège où il rend hommage au roi Harald II de Norvège et se lie d'amitié avec sa mère, Gunhild Kongemor. Lorsque Gunhild apprend qu'Olaf veut voyager jusqu'en Irlande à la recherche de son grand-père, elle ordonne qu'un bateau lui soit construit et lui donne un équipage de 60 hommes. Olaf navigue jusqu'en Irlande mais finit échoué sur une plage hostile, coupé de tout accès à un port. Des Irlandais des alentours revendiquent chaque bien dans ce bateau, selon la loi irlandaise sur les bateaux échoués. Olaf, parlant le vieil irlandais couramment, refuse d'abandonner le bateau. Les Irlandais essayent de prendre le bateau de force mais Olaf et ses hommes résistent avec succès. 
Le roi Mýrkjartan se trouve être non loin de la scène et les rejoint. Olaf dit au roi qu'il est le fils de Melkorka, sa fille, et lui offre l'anneau en or de sa mère comme preuve de ce qu'il avance. Mýrkjartan avait donné cet anneau à sa fille comme marque de son emprisonnement. Alors que le roi examine l'anneau, son visage devient rouge et il reconnaît Olaf comme membre de sa famille. Olaf et ses hommes passent alors l'hiver chez le roi, se battant avec lui contre des pilleurs. Mýrkjartan propose à Olaf la couronne mais celui-ci refuse l'offre et retourne chez lui. 
Le voyage d'Olaf à l'étranger lui a apporté une grande renommée et il s'est maintenant installé en Islande. Il est marié à  Þorgerðr, fille de Egill Skallagrímsson. Olaf et Þorgerðr ont de nombreux enfants, dont le prometteur, Kjartan. Lorsque Höskuldr meurt, il donne à Olaf, son fils illégitime, l'anneau et l'épée que le roi Haakon lui avait donnés. Le demi-frère de Olaf, Þorleikr, s'en offense. Afin de rétablir la paix avec son frère, Olaf lui propose de recueillir son fils chez lui, Bolli, «puisque celui qui élève l'enfant  de l'autre est toujours considéré comme le plus inférieur des deux».

### Le Triangle amoureux
Guðrún Ósvífursdóttir (en) est présentée comme «la plus belle femme jamais vue ayant grandi en Islande, et n'étant pas moins intelligente qu'elle n'était belle.» Guðrún a des rêves qui l'inquiètent. Un proche sage interprète ses rêves et lui dit qu'elle aura 4 maris, qu'elle divorcera le premier mais que les trois autres mourront. Et en effet, Guðrún se marie avec son premier mari, Þorvaldr Halldórsson, à l'âge de 15 ans qui se trouve être un homme pour lequel elle a peu d'intérêt. Elle lui fabrique un haut avec un col plongeant et divorce avec comme excuse qu'il porte des vêtements de femme. Le second mariage de Guðrún avec Þórðr Ingunarsson est heureux mais court puisqu'il se noie après avoir reçu un mauvais sort de la famille des Hébrides, Kotkell, sa femme Gríma et ses fils, Hallbjörn slíkisteinsauga et Stígandi.
Kjartan et Bolli grandissent ensemble et restent de proches amis, l'affection qu'ils portent l'un pour l'autre est «telle qu'ils ressentent tous les deux un manque en l'absence de l'autre». Kjartan et Guðrún commencent à passer du temps ensemble et sont perçus comme un beau couple. Kjartan et Bolli décident de voyager à l'étranger. Guðrún, mécontente de cette décision, demande à Kjartan de l'emmener avec lui. Kjartan refuse et lui rappelle qu'elle a des responsabilités à la maison. Il lui demande de l'attendre pour une période de trois ans. Guðrún refuse et ils se séparent sur un désaccord. 
Kjartan et Bolli arrivent en Norvège à Nidaros et apprennent que les dirigeants ont changé. Le jarl Håkon Sigurdsson a été tué et Olaf Tryggvason accède au trône, impatient de répandre le Christianisme autant que possible. Un certain nombre d'Islandais renommés sont amarrés à Nidaros, interdits de prendre la mer puisqu'ils refusent d'adopter la nouvelle religion. Kjartan et Bolli décident de ne pas se convertir et Kjartan propose de mettre le feu aux quartiers du roi, et par la même occasion, au roi lui-même. Finalement, Kjartan se rapproche du roi et cède à la proposition. Tous les Islandais de Nidaros sont alors baptisés. 
Le roi Olaf tente à plusieurs reprises de convertir l'Islande au christianisme mais se heurte à une certaine résistance. Il décide donc de retenir Kjartan et quelques fils d'éminents Islandais en otage en Norvège pour forcer l'Islande à se convertir. Cependant, Bolli est autorisé de prendre la mer et de retourner chez lui. Il prévient Guðrún que Kjartan est retenu prisonnier en la faveur du roi Olaf et qu'elle ne devait pas continuer à attendre son retour pour les prochaines années. Il lui dit aussi, à juste titre, que Kjartan s'était lié d'amitié avec la sœur du roi, Ingibjörg. Bolli demande donc Guðrún en mariage et même si elle reste réticente, le mariage a finalement lieu. 
Les nouvelles arrivent jusqu'en Norvège : l'Islande s'est convertie et le roi Olaf permet à Kjartan de partir. Kjartan rend visite à Ingibjörg une dernière fois et elle lui donne une coiffe brodée, lui disant qu'elle espère que Guðrún Ósvífrsdóttir «appréciera l'enrouler autour de sa tête» et qu'il devrait le lui offrir comme cadeau de mariage. Lorsque Kjartan arrive en Islande, il découvre que Guðrún est déjà marié à Bolli. Il rencontre par hasard, une magnifique femme, Hrefna, en train d'essayer de mettre la coiffe. Il lui dit «Je ne pense pas que ce soit une mauvaise idée d'avoir à la fois le chapeau et la jeune fille». Kjartan donne à Hrefna la coiffe et l'épouse. 
Bolli tente alors de réparer sa relation avec Kjartan et lui offre plusieurs chevaux superbes et un cadeau. Kjartan refuse sèchement et garde des ressentiments. Par la suite, lors d'un grand banquet, Kjartan insiste que Hrefna s'assoie dans la chaise haute. Guðrún, habituée d'avoir l'honneur de s'y assoir, voit rouge. Plus tard durant le banquet, Kjartan découvre que son épée a été volée. On la retrouve dans un marécage sans son fourreau et le frère de Guðrún est suspecté d'être le voleur. Kjardan est profondément touché par cet événement mais son père, Olaf, le persuade que l'affaire est trop futile pour que l'on se querelle. Lors du banquet suivant, la coiffe de Hrefna disparait. Alors que Kjartan informe Bolli de l'affaire, Guðrún lui dit : «Et même si c'est vrai que quelqu'un est à l'œuvre de la disparition de la coiffe, je pense qu'ils n'ont fait que reprendre ce qui leur était légitime.»
Kjartan ne peut plus supporter les attaques. Il rassemble plusieurs hommes et se rend à la ferme de Bolli, postant des gardes à toutes les portes de la maison. Il empêche quiconque tenterait de sortir pendant trois jours et les force à se soulager à l'intérieur. Plus tard, il humilie Bolli et Guðrún encore plus en empêchant certaines terres de se vendre puisqu'ils avaient l'intention de les acheter.

### La mort et la vengeance
Guðrún pousse ses frères à attaquer Kjartan, ce qu'ils préparent donc en établissant un plan pour se débarrasser de lui. Guðrún demande alors à Bolli de participer au plan. Il refuse et lui rappelle qu'Olaf Le Paon l'avait ramené, clément, et que Kjartan était un membre de sa famille. Guðrún menace de divorcer s'il n'y participe pas. Il change d'avis.
Les frères de Guðrún trouvèrent Kjartan accompagné d'un homme et l'attaquent alors que Bolli se tenait à part. Malgré la supériorité numérique, ils n'arrivent pas à prendre le dessus sur Kjartan et appellent Bolli pour qu'il les aide, rappelant que si Kjartan s'en sort, ils subiraient tous de lourdes conséquences. Bolli dégaine alors son épée et se tourne vers Kjartan. Voyant que son frère s'apprête à l'attaquer, Kjartan jette à terre son arme et Bolli lui assène un coup fatal. Tout de suite empli de regrets, Bolli tient Kjartan dans ses bras alors qu'il meurt.
Les assassins de Kjartan sont jugés à l'assemblée (le thing) de la ville et les frères de Guðrún sont exilés d'Islande. Olaf le Paon, pris d'affection pour Bolli, lui demande simplement de payer une amende au lieu d'être proscrit hors-la-loi. Les frères de Kjartan, indignés par cette décision, annoncent qu'il leur sera difficile de vivre dans le même quartier que Bolli. 
Olaf meurt trois ans après la mort de Kjartan. Sa femme, Þorgerðr, incite alors ses fils à venger la mort de leur frère. Elle évoque leurs ancêtres et rappelle que leur grand-père Egill n'aurait certainement failli à venger un homme comme Kjartan. Incapable de résister aux provocations de leur mère, les frères préparent un plan d'attaque. S'élançant dans un groupe de 10, dont leur mère, ils trouvent Bolli et Guðrún dans une maison fortifiée. Un homme nommé Helgi Harðbeinsson donne  un coup violent à Bolli avec une lance et l'un des frères de Kjartan coupe sa tête. Helgi nettoie sa lance sur un châle de Guðrún et elle sourit. Helgi fait la réflexion que sa «propre mort repose à la fin de ce châle». 
Guðrún donne naissance à un fils et le nomme Bolli, pour son père défunt. Lorsque Bolli atteint l'âge de 12 ans, Guðrún lui montre à lui et à son frère ainé les vêtements ensanglantés que leur père portait le jour où il a été tué, ainsi que son châle rouge de sang. Ils commencent à planifier une vengeance et quelque temps plus tard, Bolli, brandissant l'épée de son père, tue Helgi. Finalement, le cycle meurtrier de la vengeance s'épuise et Bolli et son frère font la paix avec les frères de Kjartan.

### Conséquences de l'histoire
Bolli Bollason voyage à l'étranger et donne bonne impression au roi Olaf II en Norvège. Il voyage ensuite à Constantinople où il gagnera de la renommée comme membre de la Garde varangienne. Guðrún se marie pour la quatrième fois mais son mari se noie. Dans ses vieux jours, elle devient une nonne et une anachorète. Le dernier chapitre de la saga narre une discussion entre Bolli et Guðrún. Bolli veut savoir qui est la personne que sa mère a le plus aimée. Guðrún répond en faisant une liste de ses quatre maris et leurs différentes qualités. Bolli lui rétorque que ça ne répond pas à la question et pousse sa mère à répondre. Finalement, Guðrún répond « j'ai été la pire avec celui que j'ai aimé le plus. »